# Jonathan Coulton
Jonathan Coulton är en amerikansk folkrock-singer/songwriter. Han är mest känd för sin egen sång Code Monkey, och temalåtarna  Re: Your Brains och Still Alive.
Coulton är "bidragsgivande trubadur" åt det populärvetenskapliga magasinet Popular Science. De flesta av Coultons sånger handlar om intellektuella, "nördiga" ämnen som till exempel en man som de-evolverar till en apa och faran med bakterier. Coulton har släppt alla sina egenskrivna sånger under licensen Creative Commons Attribution NonCommercial ShareAlike 2.5 License.
Coulton har gjort temalåten till spelet Portal, "Still Alive". Hans låt "Re: Your Brains" är med i spelet Left 4 Dead 2 och han har också arbetat med Valve igen för att skapa sången Want You Gone i Portal 2.